# 41 Ophiuchi
Désignations
41 Ophiuchi (en abrégé 41 Oph) est une étoile binaire de la constellation d'Ophiuchus, positionnée à moins d'un demi-degré au sud de l'équateur céleste. Elle est visible à l'œil nu avec une magnitude apparente combinée de 4,72. D'après la mesure de sa parallaxe annuelle par le satellite Gaia, le système est distant d'environ ∼ 205 a.l. (∼ 62,9 pc) de la Terre.
41 Ophiuchi est une binaire visuelle avec une période orbitale de 141 ans et une excentricité de 0,87. Sa composante primaire de magnitude 4,92, désignée 41 Ophiuchi A, est une étoile géante rouge évoluée de type spectral K2III. C'est une géante du red clump, ce qui signifie qu'elle est située à l'extrémité rouge (froide) de la branche horizontale du diagramme H-R et qu'elle génère son énergie par la fusion de l'hélium dans son noyau. L'étoile est estimée être âgée de 3,7 milliards d'années et être 1,46 fois plus massive que le Soleil. Son rayon est près de 12 fois plus grand que le rayon solaire, elle est 60 fois plus lumineuse que le Soleil et sa température de surface est de 4 509 K.
La composante secondaire, 41 Ophiuchi B, est une étoile de magnitude visuelle 7,51. En 2021, elle était située à une séparation angulaire de 0,7 seconde d'arc et à une angle de position de 27° de l'étoile primaire.